# Karouzaná
Karouzaná (en grec moderne : Καρουζανά) est un village de Crète, en Grèce, appartenant au dème de Minóa Pediáda et au nome d'Héraklion. Selon le recensement de 2011, sa population était de 86 habitants.